# Червона книга Азербайджану

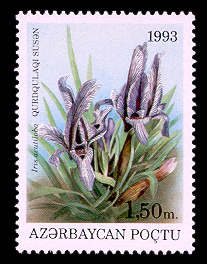
Марка Азербайджану із зображенням ірису (Iris acutiloba) занесеного до Червоної книги Азербайджану.

Червона книга Азербайджану — анотований та ілюстрований перелік рідкісних видів та підвидів, що перебувають під загрозою зникнення на території Азербайджану, і підлягають охороні; основний документ, в якому узагальнено матеріали про сучасний стан рідкісних, і таких, що перебувають під загрозою зникнення, видів тварин і рослини, на підставі якого розробляються наукові і практичні заходи, спрямовані на їх охорону, відтворення та раціональне використання. Книга відображає інформацію про заходи в ситуації з рідкісними видами диких тварин і рослин на території всієї Республіки, в тому числі і на належному Азербайджанській Республіці секторі Каспійського моря (озера).
Відповідно до вимог законів Азербайджану «Про збереження природи та використання природних ресурсів» і «Про збереження та використання природного світу» рідкісні та зникаючі види включаються до «Червоної книги» Республіки, полювання дозволено лише за наявності ліцензії, що видається Державним Комітетом Екології.
Більше ніж 10 % рослин Азербайджану вважаються під загрозою зникнення, 450 видів з них були презентовані як екзотичні та вимираючі види, з метою включення до другого видання Червоної книги Азербайджанської Республіки. У перше видання 1989 року включили три види, які вважаються глобально зникаючими — Iris acutiloba, Calligonum bakuense та Astragalus bakuenses. У 1982 році влада визнала, що 2124 видів рослин є рідкісними, ендеміками, зникаючими та економічно важливими (Державний Наказ номер 167).
Законодавство Азербайджанської Республіки друкує Червону книгу кожні 10 років.

## Структура
Перший випуск «Червоної книги» Азербайджану (1989) включав 140 видів рослин та 108 видів тварин (з них 14 видів ссавців, 36 видів птахів, 5 видів риб, 5 видів земноводних та 8 видів рептилій, 40 видів комах). Види флори та фауни занесені до Червоної книги Республіки за двома категоріями: такі, що перебувають під загрозою та рідкісні види.
Перша категорія включає в себе види, популяція та ареал проживання яких під впливом ряду негативних факторів (вимирання чи знищення ареалу проживання, сильно знизилися та досягли критичної позначки. Види, чия популяція схильна до зниження та, які зустрічаються на невеликих територіях, відносяться до другої категорії. Маловивчені види, а також види про кількість яких є дуже мало інформації, та види, під час організації охорони яких, виникають труднощі, вважаються рідкісними видами.
Друге видання Червоної книги Азербайджану було опубліковано у 2013 році. Воно включає два томи — рідкісні та зникаючі види рослині грибів (Баку, 2013. 676 с.); рідкісні та зникаючі види фауни (Баку, 2013. 518 с.). До другого видання занесено 223 представника фауни, у тому числі по одному виду круглих червів, ракоподібних і молюсків, 74 види комах, 6 — амфібій, 14 — плазунів, 9 — риб, 72 — птахів і 42 — ссавців.